# Wereldkampioenschap schaatsen allround vrouwen 1992
Het drieënvijftigste Wereldkampioenschap schaatsen allround voor vrouwen werd op 7 en 8 maart 1992 verreden in het Thialf stadion in Heerenveen, Nederland. Het was het achtste WK Allround in Nederland, de derde keer in Heerenveen. Het was na het WK van 1990 in Calgary het tweede overdekte allroundtoernooi.
Tweeëndertig schaatssters uit veertien landen, Nederland (4), Duitsland (4), Japan (4), de Sovjet-Unie (4), de Verenigde Staten (3), Italië (2), Noorwegen (2), Oostenrijk (2), Roemenië (2), China (1), Finland (1), Frankrijk (1), Polen (1) en Zweden (1), namen eraan deel. Acht rijdsters debuteerden deze editie.
Gunda Niemann prolongeerde haar wereldtitel van 1991. Emese Hunyady werd tweede, en was daarmee de tweede Oostenrijkse die op het erepodium plaats nam nadat Liselotte Landbeck op het WK van 1933 wereldkampioene werd. Seiko Hashimoto stond voor de tweede keer op het erepodium, in 1990 werd ze tweede, dit jaar derde. Zij nam dit jaar voor twaalfde maal deel aan het WK Allround, daarmee was zij de vierde vrouw die dit aantal bereikte, Christina Scherling, Sigrid Sundby en Lisbeth Berg gingen haar hierin voor.
De Nederlandse afvaardiging bestond dit jaar uit, Lia van Schie, Sandra Voetelink, Hanneke de Vries en Carla Zijlstra. Sandra Voetelink veroverde een bronzen medaille op de 500m, Carla Zijlstra veroverde op de 5000m ook een bronzen medaille.
Ook dit kampioenschap werd over de grote vierkamp,respectievelijk de 500m, 3000m,1500m, en 5000m, verreden.

## Medailles per afstand
| Afstand | Goud ·                 | Zilver ·               | Brons ·          |
| ------- | ---------------------- | ---------------------- | ---------------- |
| 500m    | Ye Qiaobo              | Seiko Hashimoto        | Sandra Voetelink |
| 3000m   | Gunda Niemann-Kleemann | Emese Hunyady          | Svetlana Bojko   |
| 1500m   | Emese Hunyady          | Gunda Niemann-Kleemann | Seiko Hashimoto  |
| 5000m   | Gunda Niemann-Kleemann | Svetlana Bojko         | Carla Zijlstra   |

## Klassement
| Rang   | Schaatsster                   | Land             | Punten  | 500m       | 3000m          | 1500m        | 5000m        |
| ------ | ----------------------------- | ---------------- | ------- | ---------- | -------------- | ------------ | ------------ |
| Goud   | Gunda Niemann-Kleemann        | Duitsland        | 171,651 | 41,90 (7)  | 4.22,30 (1)    | 2.05,02 (2)  | 7.23,62 (1)  |
| Zilver | Emese Hunyady                 | Oostenrijk       | 172,621 | 41,54 (4)  | 4.22,64 (2)    | 2.04,48 (1)  | 7.38,15 (7)  |
| Brons  | Seiko Hashimoto               | Japan            | 174,489 | 40,90 (2)  | 4.30,96 (12)   | 2.06,34 (3)  | 7.43,16 (11) |
| 4      | Ljoedmila Prokasjeva          | Sovjet-Unie      | 174,608 | 42,26 (9)  | 4.27,73 (8)    | 2.07,36 (6)  | 7.32,74 (4)  |
| 5      | Heike Warnicke-Schalling      | Duitsland        | 175,684 | 42,94 (19) | 4.24,96 (4)    | 2.09,06 (14) | 7.36,09 (6)  |
| 6      | Claudia Pechstein             | Duitsland        | 175,749 | 43,14 (21) | 4.25,93 (6)    | 2.08,79 (11) | 7.33,58 (5)  |
| 7      | Svetlana Bojko                | Sovjet-Unie      | 176,060 | 43,96 (31) | 4.23,59 (3)    | 2.10,10 (21) | 7.28,03 (2)  |
| 8      | Lia van Schie                 | Nederland        | 176,139 | 42,88 (17) | 4.27,33 (7)    | 2.08,24 (9)  | 7.39,58 (9)  |
| 9      | Svetlana Bazjanova            | Sovjet-Unie      | 176,201 | 42,93 (18) | 4.30,23 (10)   | 2.06,57 (4)  | 7.40,43 (10) |
| 10     | Carla Zijlstra                | Nederland        | 176,387 | 43,88 (28) | 4.24,89 (5)    | 2.09,97 (19) | 7.30,36 (3)  |
| 11     | Mary Docter                   | Verenigde Staten | 177,316 | 43,55 (26) | 4.29,32 (9)    | 2.08,85 (12) | 7.39,30 (8)  |
| 12     | Sandra Voetelink              | Nederland        | 177,364 | 41,48 (3)  | 4.34,24 (16)   | 2.08,21 (8)  | 7.54,42 (14) |
| 13     | Jasmine Krohn                 | Zweden           | 178,351 | 43,16 (22) | 4.30,82 (11)   | 2.09,51 (17) | 7.48,85 (12) |
| 14     | Ewa Wasilewska-Borkowska      | Polen            | 178,414 | 42,50 (14) | 4.33,86 (14)   | 2.08,06 (7)  | 7.55,85 (15) |
| 15     | Elena Belci-Dal Farra         | Italië           | 179,057 | 43,06 (20) | 4.33,28 (13)   | 2.10,62 (23) | 7.49,11 (13) |
| 16     | Ye Qiaobo                     | China            | 179,311 | 40,09 (1)  | 4.43,01 (29)   | 2.06,76 (5)  | 8.18,00 (16) |
| NC17   | Mihaela Dascalu               | Roemenië         | 130,893 | 41,84 (6)  | 4.34,50 (17)   | 2.09,91 (18) | -            |
| NC18   | Chieko Yoda                   | Japan            | 131,759 | 42,08 (8)  | 4.37,96 (24)   | 2.10,06 (20) | -            |
| NC19   | Else Ragni Yttredal           | Noorwegen        | 131,861 | 42,49 (13) | 4.37,29 (23)   | 2.09,47 (16) | -            |
| NC20   | Michelle Kline                | Verenigde Staten | 131,871 | 42,26 (9)  | 4.39,03 (27)   | 2.09,32 (15) | -            |
| NC21   | Cerasela Hodobetiu            | Roemenië         | 131,918 | 42,30 (11) | 4.36,17 (21)   | 2.10,77 (24) | -            |
| NC22   | Yumi Kaeriyama                | Japan            | 132,204 | 43,17 (23) | 4.36,13 (20)   | 2.09,04 (13) | -            |
| NC23   | Mie Uehara                    | Japan            | 132,289 | 43,20 (24) | 4.34,06 (15)   | 2.10,24 (22) | -            |
| NC24   | Elke Felicetti                | Italië           | 133,173 | 43,42 (25) | 4.35,72 (19)   | 2.11,40 (25) | -            |
| NC25   | Hanneke de Vries              | Nederland        | 133,667 | 43,89 (29) | 4.35,17 (18)   | 2.11,75 (26) | -            |
| NC26   | Tara Laszlo                   | Verenigde Staten | 133,993 | 42,62 (15) | 4.44,36 (30)   | 2.11,94 (27) | -            |
| NC27   | Anette Tønsberg               | Noorwegen        | 134,708 | 43,74 (27) | 4.38,87 (26)   | 2.13,47 (29) | -            |
| NC28   | Outi Ylä-Sulkava              | Finland          | 134,744 | 43,90 (30) | 4.39,41 (28)   | 2.12,83 (28) | -            |
| NC29   | Marie-France van Helden-Vives | Frankrijk        | 136,829 | 44,46 (32) | 4.45,50 (31)   | 2.14,36 (30) | -            |
| NC30   | Natalja Polozkova-Kozlova     | Sovjet-Unie      | 139,578 | 41,63 (5)  | 5.30,77 * (32) | 2.08,46 (10) | -            |
| -      | Jacqueline Börner             | Duitsland        | 88,823  | 42,65 (16) | 4.37,04 (22)   | NS           | -            |
| -      | Emese Antal                   | Oostenrijk       | 88,853  | 42,46 (12) | 4.38,36 (25)   | NS           | -            |

* = met val
NC = niet gekwalificeerd
NF = niet gefinisht
NS = niet gestart
DQ = gediskwalificeerd
Vet gezet = kampioenschapsrecord